# وليد عبد العزيز (حارس مرمى)
وليد عبد العزيز لاعب كرة قدم مصري سابق في مركز حراسة المرمى ، وقد شارك مع ناديي جولدي وسوهاج في الدوري الممتاز موسمي 1999–2000 و2001–2002.